# Karl-Richard Idlane
Karl-Richard Idlane (* 5. Januarjul. / 18. Januar 1910greg. in Kaarma, Saaremaa, Gouvernement Estland; † 30. November 1941 in Kotlas, Sowjetunion) war ein estnischer Fußballspieler und -trainer sowie Bandyspieler.
Sein Sohn Mati Idlane (1938–2010) war ein estnischer Basketballspieler.

## Karriere
Karl-Richard Idlane der im Jahr 1910 in Kaarma einem Dorf auf der Insel Saaremaa geboren wurde, besuchte in seiner Schulzeit das Jakob Westholmi Gümnaasium in Tallinn. Im Alter von 17 Jahren trat Idlane dem SK Tallinna Sport bei. Ab 1927 spielte Idlane für die Fußball- und Bandymannschaft des Vereins. Er gewann sechs Fußball- und fünf Bandymeisterschaften. Zudem wurde er zweimal Torschützenkönig.
Mit der Estnischen Fußballnationalmannschaft nahm er sechsmal am Baltic Cup teil und gewann diesen mit der Mannschaft im Jahr 1929 und 1931.
Für die Nationalmannschaft absolvierte Idlane 31 Länderspiele, in denen er zwei Tore erzielte.
Nach dem Ende seiner aktiven Sportlerkarriere war er von 1937 bis 1940 Fußballtrainer bei Olümpia Tartu, den er in der Saison 1939/40 zur Meisterschaft führte.

## Tod
Karl-Richard Idlane wurde im Jahr 1941 in die Rote Armee eingezogen. Er verstarb im November 1941 im Alter von 31 Jahren in Kotlas, einem zu diesem Zeitpunkt wichtigen Knotenpunkt für den Transit von Häftlingen in andere sowjetische Gulags.

## Erfolge
im Fußball:
- Baltic Cup (2): 1929, 1931
- Torschützenkönig (2): 1927, 1934
- Estnischer Meister (6): 1927, 1929, 1932, 1933, 1934, 1940

im Bandy:
- Estnischer Meister (5): 1928, 1929, 1930, 1931, 1932